# Corne sacrale
Les cornes sacrales sont les deux crêtes osseuses obliques en bas et en dehors issues de la bifurcation inférieure de la crête sacrale médiane au niveau des troisième et quatrième foramens sacrés postérieurs. Elles limitent latéralement le hiatus sacré et l'orifice inférieur du canal sacral.